# Destord
Destord ([deˈtɔʁ] ) ist eine französische Gemeinde mit 238 Einwohnern (Stand: 1. Januar 2022) im Département Vosges in der Region Grand Est. Sie gehört zum Arrondissement Saint-Dié-des-Vosges (bis 2024 Épinal) und ist Mitglied im Gemeindeverband Communauté de communes Bruyères-Vallons des Vosges. Die Bewohner werden Destorois und Destoroises genannt.

## Geografie

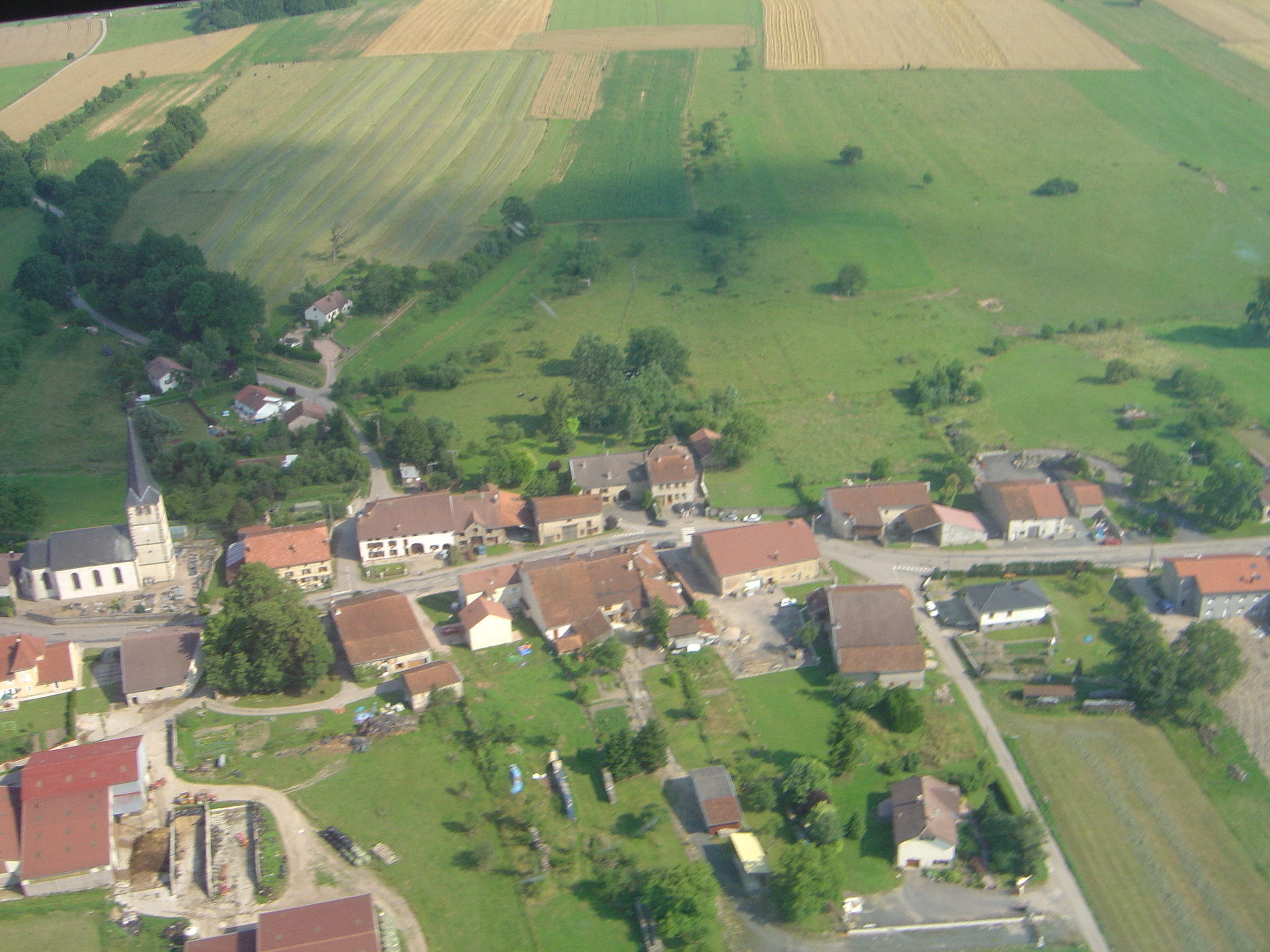
Blick auf Destord

Die Gemeinde Destord liegt etwa 20 Kilometer nordöstlich von Épinal an einem Seitenbach der Arentèle. Die angrenzenden Gemeinden sind Sainte-Hélène, Pierrepont-sur-l’Arentèle, Nonzeville, Gugnécourt, Girecourt-sur-Durbion, Padoux und Bult.

## Bevölkerungsentwicklung
| Jahr      | 1962 | 1968 | 1975 | 1982 | 1990 | 1999 | 2010 | 2021 |
| --------- | ---- | ---- | ---- | ---- | ---- | ---- | ---- | ---- |
| Einwohner | 137  | 128  | 105  | 181  | 222  | 205  | 244  | 243  |

Im Jahr 1836 wurde mit 322 Bewohnern die bisher höchste Einwohnerzahl ermittelt. Die Zahlen basieren auf den Daten von cassini.ehess und INSEE.

## Sehenswürdigkeiten

Kirche Saint-Remy
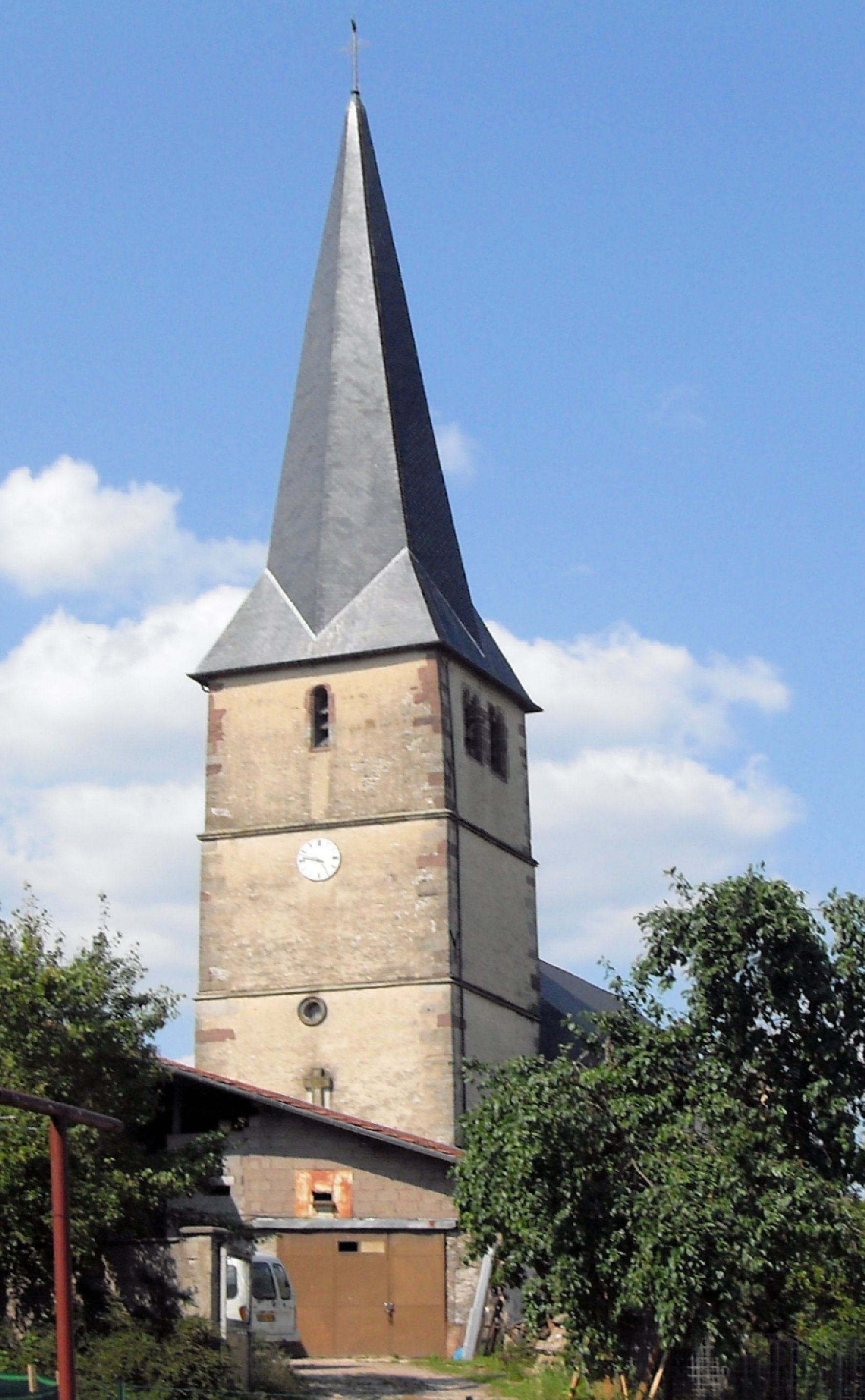
Außenansicht
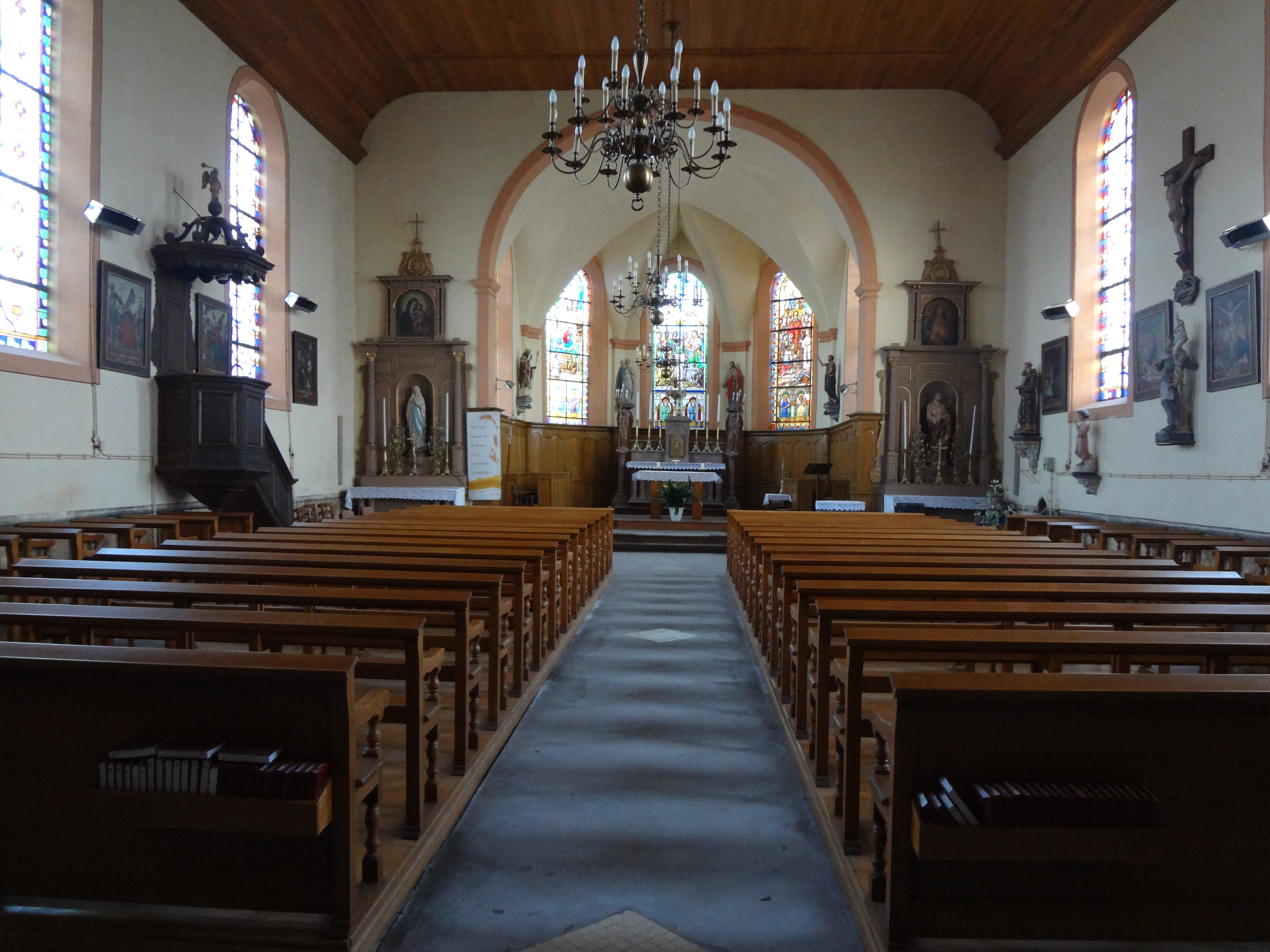
Innenansicht
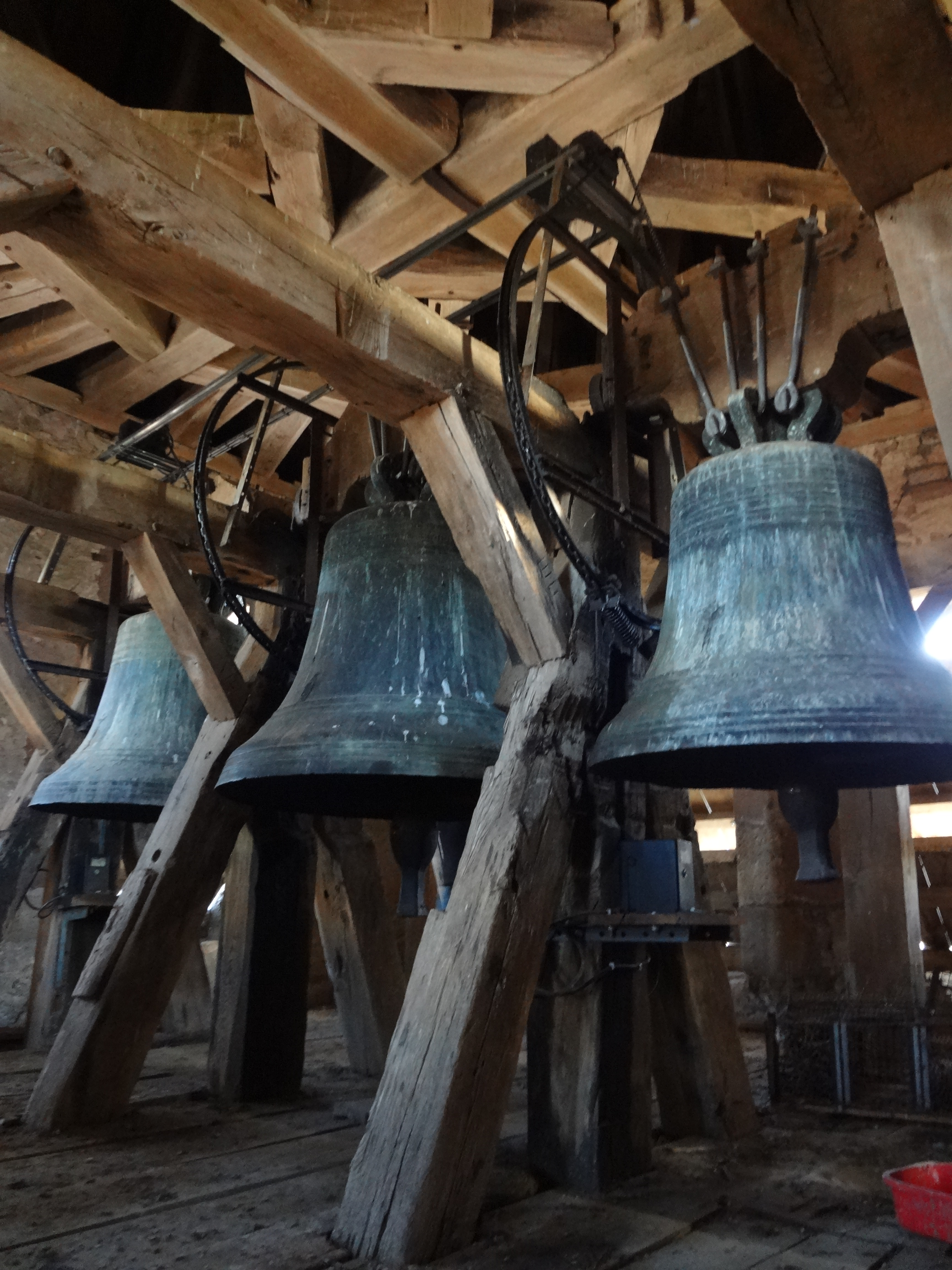
Glocken

- Kirche Saint-Remy
- Außenansicht
- Innenansicht
- Glocken

## Wirtschaft und Infrastruktur
In der Gemeinde sind sieben Landwirtschaftsbetriebe ansässig (Zucht von Rindern, Schafen, Ziegen und Geflügel).
Durch die Gemeinde Destord führt die Fernstraße D 159 von Girecourt-sur-Durbion nach Rambervillers. In der 20 Kilometer entfernten Stadt Épinal besteht ein Anschluss an die autobahnartig ausgebaute RN 57 von Nancy nach Remiremont. Der zwölf Kilometer von Destord entfernte Bahnhof Bruyères liegt an der Bahnstrecke Arches–Saint-Dié.

## Belege
1. ↑  Destord auf cassini.ehess
2. ↑  Destord auf INSEE
3. ↑  Landwirtschaftsbetriebe auf annuaire-mairie.fr (französisch)